# Never Never Never
Never Never Never — семнадцатый студийный альбом британской певицы Ширли Бэсси, выпущенный в мае 1973 году на лейбле United Artists Records. Одноимённый ведущий сингл альбома ста хитом, достигнув 8-го места в британском чарте и оставался в топ-50 в течение 19 недель, а также став одной из её самых песен. Сам альбом достиг 10-го места в Великобритании и получил там серебряную сертификацию.

## Список композиций
| №  | Название                         | Автор(ы)                                              | Длительность |
| -- | -------------------------------- | ----------------------------------------------------- | ------------ |
| 1. | «Never, Never, Never»            | Тони Ренис, Альберто Теста, Норман Ньюэлл             | 3:13         |
| 2. | «Baby I’m-a Want You»            | Дэвид Гейтс                                           | 2:44         |
| 3. | «Someone Who Cares»              | Алекс Харви                                           | 2:53         |
| 4. | «The Old Fashioned Way»          | Жорж Гарваренц, Эл Каша, Шарль Азнавур, Джоэл Хирскон | 3:06         |
| 5. | «I Won’t Last a Day Without You» | Пол Уильямс, Роджер Николс                            | 3:31         |
| 6. | «Somehow»                        | Ларри Гроссман, Хэл Хэкеди                            | 2:24         |

| №  | Название                          | Автор(ы)                                       | Длительность |
| -- | --------------------------------- | ---------------------------------------------- | ------------ |
| 1. | «There’s No Such Thing as Love»   | Иэн Фрейзер, Энтони Ньюли, Джордж Хоки         | 3:00         |
| 2. | «Killing Me Softly with His Song» | Норман Гимбел, Чарльз Фокс                     | 4:40         |
| 3. | «Going, Going, Gone»              | Джон Барри, Алан Джей Лернер                   | 2:13         |
| 4. | «No Regrets»                      | Том Раш                                        | 4:29         |
| 5. | «Together»                        | Грэм Гоулдман                                  | 3:16         |
| 6. | «Make The World a Little Younger» | Терри Хауэлл, Карен О’Хара, Денни Макрейнольдс | 3:34         |

## Чарты

### Еженедельные чарты
| Чарт (1973)                            | Высшая позиция |
| -------------------------------------- | -------------- |
| Австралия (Kent Music Report)          | 4              |
| Великобритания (UK Albums Chart)       | 10             |
| США (Billboard 200)                    | 60             |
| США (Billboard Top R&B/Hip-Hop Albums) | 34             |

### Годовые чарты
| Чарт (1973)                   | Позиция |
| ----------------------------- | ------- |
| Австралия (Kent Music Report) | 16      |

## Сертификации и продажи
| Регион                                                      | Сертификация | Продажи |
| ----------------------------------------------------------- | ------------ | ------- |
| Великобритания (BPI)                                        | Серебряный   | 60 000^ |
| ^ Данные о тиражах приведены только на основе сертификации. |              |         |